# Mattias Wager
Jan Mattias Wager, född 26 maj 1967 i Västerleds församling i Stockholm, är en svensk organist.
Wager studerade vid Kungliga Musikhögskolan, på kyrkomusikerlinjen och sedan diplomutbildning. Han hade Torvald Torén som lärare i interpretation, Mats Åberg i barockinterpretation och Anders Bondeman i improvisation. Vid sin diplomexamen 1992 belönades han med Musikhögskolans Jeton. Mattias Wager har även studerat för Johannes Geffert i Bonn och Naji Hakim i Paris.
Wager har undervisat i orgelspel och improvisation vid Musikhögskolorna i Piteå, Malmö, Göteborg och Stockholm. Han blev hösten 2006 biträdande domkyrkoorganist i Storkyrkan i Stockholm och är domkyrkoorganist där sedan 2011.  Wager har också varit internationellt verksam som konsertorganist. Han spelade vid bröllopet mellan kronprinsessan Victoria och Daniel Westling.
Som tonsättare är Wager bekant för musiken till två kyrkliga teaterföreställningar som sammanlagt spelats över 200 gånger, Luther – glädjedödare eller levnadsglad rebell av och med Per Ragnar och Birgitta – åttabarnsmor, politiker och helgon av Agneta Pleijel och med skådespelerskan Margaretha Byström. Han har också skrivit musiken till Stockholms stadsteaters kritikerrosade uppsättning av Strindbergs Mäster Olof.

## Priser och utmärkelser
- 2017 – Ledamot av Kungliga Musikaliska Akademien